# Club Deportivo Mirandés 2012-2013
Questa voce raccoglie le informazioni riguardanti il Club Deportivo Mirandés nelle competizioni ufficiali della stagione 2012-2013.

## Rosa
| N. |                   | Ruolo | Calciatore            |
| -- | ----------------- | ----- | --------------------- |
| 1  | Spagna (bandiera) | P     | Bernardo Domínguez    |
| 2  | Spagna (bandiera) | D     | Iñaki Garmendia       |
| 3  | Spagna (bandiera) | D     | Koikili Lertxundi     |
| 4  | Spagna (bandiera) | D     | César Caneda          |
| 6  | Spagna (bandiera) | D     | Raúl García Fernández |
| 7  | Spagna (bandiera) | C     | Antxon Muneta         |
| 8  | Spagna (bandiera) | C     | Iván Agustín          |
| 9  | Spagna (bandiera) | A     | Alain Arroyo          |
| 10 | Spagna (bandiera) | A     | Asier Goiria          |
| 11 | Spagna (bandiera) | A     | Aritz Mujika          |

| N. |                   | Ruolo | Calciatore                  |
| -- | ----------------- | ----- | --------------------------- |
| 13 | Spagna (bandiera) | P     | Iñaki Goitia                |
| 14 | Spagna (bandiera) | A     | Pablo Infante               |
| 15 | Spagna (bandiera) | C     | Mikel Martins               |
| 16 | Spagna (bandiera) | D     | Rayco García Dauta          |
| 18 | Spagna (bandiera) | D     | Francisco Javier Sáiz Soria |
| 19 | Spagna (bandiera) | D     | Mikel Iribas                |
| 20 | Spagna (bandiera) | C     | Álex Bernal                 |
| 21 | Spagna (bandiera) | D     | Álvaro Corral               |
| 22 | Spagna (bandiera) | D     | Aitor Blanco                |
| 23 | Spagna (bandiera) | A     | Iñigo Díaz de Cerio         |
| 25 | Spagna (bandiera) | P     | Dani Jiménez                |